# Nous, l'Europe banquet des peuples
Nous, l'Europe banquet des peuples est un essai de l'écrivain français Laurent Gaudé, publié en 2019 aux éditions Actes Sud. Il a reçu le prix européen de l’Essai la même année.

## Présentation
L'ouvrage se présente sous la forme d'un court récit poétique narratif en vers libres dans lequel l'auteur offre une vision panoramique de l'histoire européenne de 1848 jusqu'au début du XXIe siècle.
À travers une fresque historique, politique et poétique, Laurent Gaudé aborde des thèmes tels que les révolutions, l'industrialisation, la colonisation, les guerres ou encore la construction européenne. Il propose une réflexion sensible sur l'identité et l'avenir de l'Europe en retraçant les euphories, la fièvre, les traumatismes et la joie qui ont forgé la conscience européenne pendant un siècle et demi.
Pour l'écrivain Tahar Ben Jelloun, Laurent Gaudé « dresse d'abord un tableau inquiétant puis nous dit avec élégance ce qu'il faut faire pour que l'Europe renoue avec ses valeurs et son destin ». 
Laurent Gaudé livre un « plaidoyer humaniste en faveur de la fragile Europe » qui s'achève sur ces mots :
Que l'ardeur revienne.

Que l'Europe s'anime,

Change,

Et soit

À nouveau,

Pour le monde entier,

Le visage lumineux

De l'audace,

De l'esprit,

Et de la liberté.
— Laurent Gaudé, Nous, l'Europe banquet des peuples
Il remporte le prix du livre européen en décembre 2019 dans la catégorie Essais.

## Adaptation
Nous l'Europe fait l'objet d'une adaptation théâtrale par le metteur en scène Roland Auzet lors de l'édition 2019 du Festival d’Avignon,.

## Éditions
- Nous, l'Europe: banquet des peuples, Actes Sud, 2019 (ISBN 978-2-330-12152-5)
- Nous, l'Europe: banquet des peuples, Actes Sud, coll. « Babel », 2021 (ISBN 978-2-330-15374-8)
- Nous, l'Europe: banquet des peuples, Actes Sud, coll. « Les ateliers d'Actes Sud », 2022 (ISBN 978-2-330-16696-0)